# Aage Weimar
Aage Weimar (ved dåben: Aage Weimar-Nielsen) (22. januar 1902 i København – 1986 i København) var en dansk sølvsmed og krimiforfatter, bror til Bjarne Weimar.
Aage Weimar blev født i 1902 som søn af sølvsmeden Evald Nielsen og hustruen Marie (f. Weimar). 1924 blev han uddannet som sølvsmed hos Grann & Laglye. Derefter modtog han videreuddannelse i udlandet. 1927-1936 var han ansat i sin fars firma som sølvsmed og designer og åbnede 1936 egen butik og eget værksted i Nørregade 2, København. Weimar flyttede 1947 forretningen til Frederiksberggade 2 med værksted i Vestergade 4. Han nedlagde sin butik og værksted i formentlig året 1968.
Aage Weimar er også forfatter til fire kriminalromaner: Den usynlige Død (1936), Tango Doloroso (1939), Mordet i Laboratoriet (1940) og Kold Ild (1942).